# Chrysosoma centrale
Chrysosoma centrale är en tvåvingeart som beskrevs av Becker 1923. Chrysosoma centrale ingår i släktet Chrysosoma och familjen styltflugor. Inga underarter finns listade i Catalogue of Life.